# ТУ8
ТУ8 (Тепловоз Узкоколейный, тип 8) — советский тепловоз.
Спроектирован в 1982 — 1987 годах на Камбарском машиностроительном заводе. Предназначен для выполнения грузовой и маневровой работы на железных дорогах колеи 750 мм — 1067 мм и промышленных предприятиях.

## История создания
Камбарский машиностроительный завод выпустил опытный тепловоз с шестицилиндровым V-образным двигателем ЯМЗ-236, усиленной рамой (по типу ТУ7)  и немного изменённым капотом, тепловоз получил обозначение ТУ8-0001. В 1987 году была выпущена установочная партия и с 1988 года ТУ8 серийно строится взамен ТУ6А. По настоящее время построено 543 локомотив серии ТУ8, причём пять локомотивов так и не реализованы с завода.
Тепловозы № 0356, 0357, 0358, 0359 были выпущены на колею 1000 мм для республики Вьетнам и имели серию ТУ8Э и нумерацию в составе с остальными ТУ8. 
Тепловоз ТУ8-0107, построенный в октябре 1987 года, в качестве эксперимента был оборудован сектором управления подачей топлива в виде контроллера машиниста, а не обычной рукоятки, как на серийных локомотивах. Тепловоз поступил для эксплуатации на Липаковскую УЖД «Архангельсклеса». Особого удобства постановка штурвала не принесла, поскольку сектором машинисты пользуются только при длительной езде на перегонах, и остальные машины были выпущены с обычными рукоятками на пульте управления.

## Тепловоз ТУ8 модификации и модернизации
На базе тепловоза ТУ8 созданы:
- тепловоз-энергоагрегат ТУ6СПА, для передвижения и энергоснабжения стройремпоездов,
- тепловоз-дрезина ТУ8Г, оснащенная грузоподъемным гидравлическим краном,
- автомотриса АМ-1, для перевозки инженерно-технического персонала и рабочих,
- пассажирская дрезина ТУ8П, для перевозки инженерно-технического персонала и рабочих.

## Фотогалерея

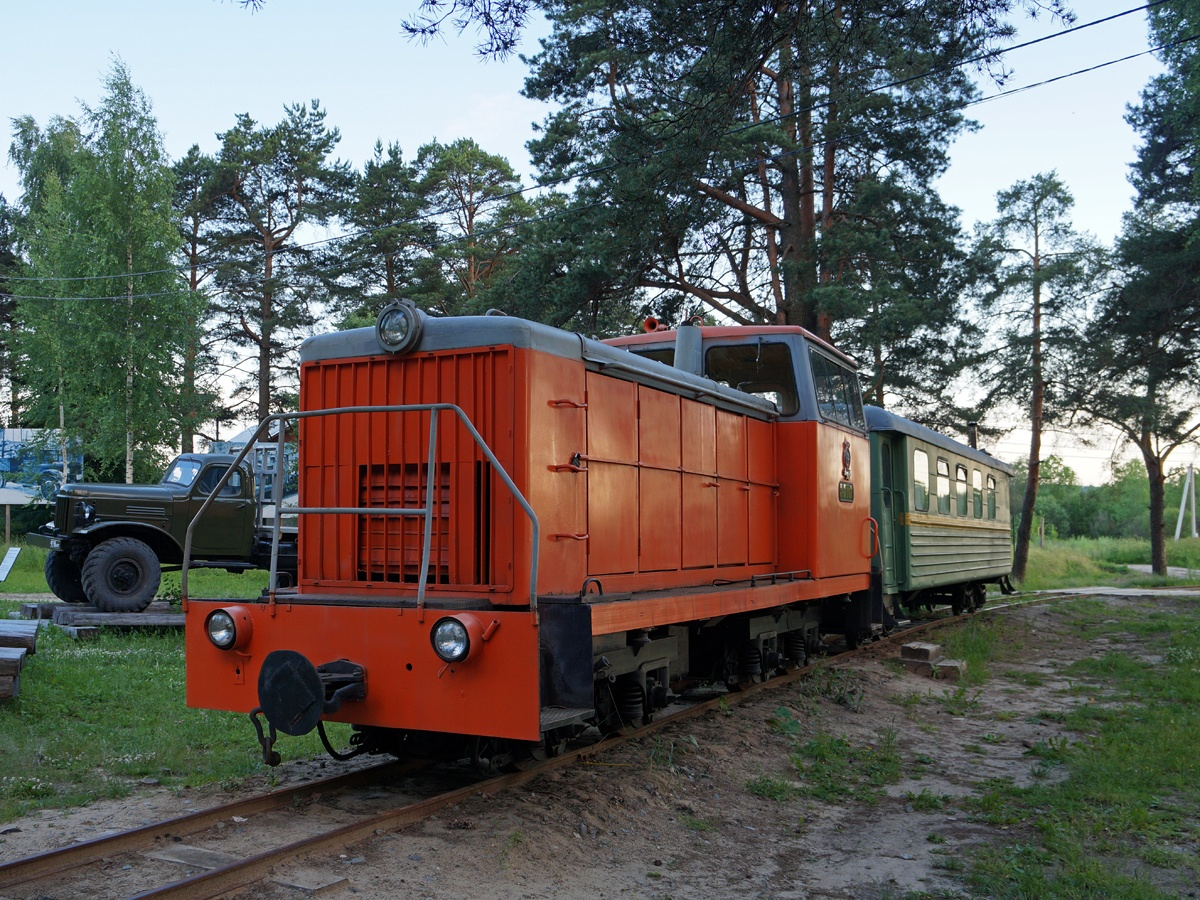
ТУ8-0167, Шарьинского музея леса
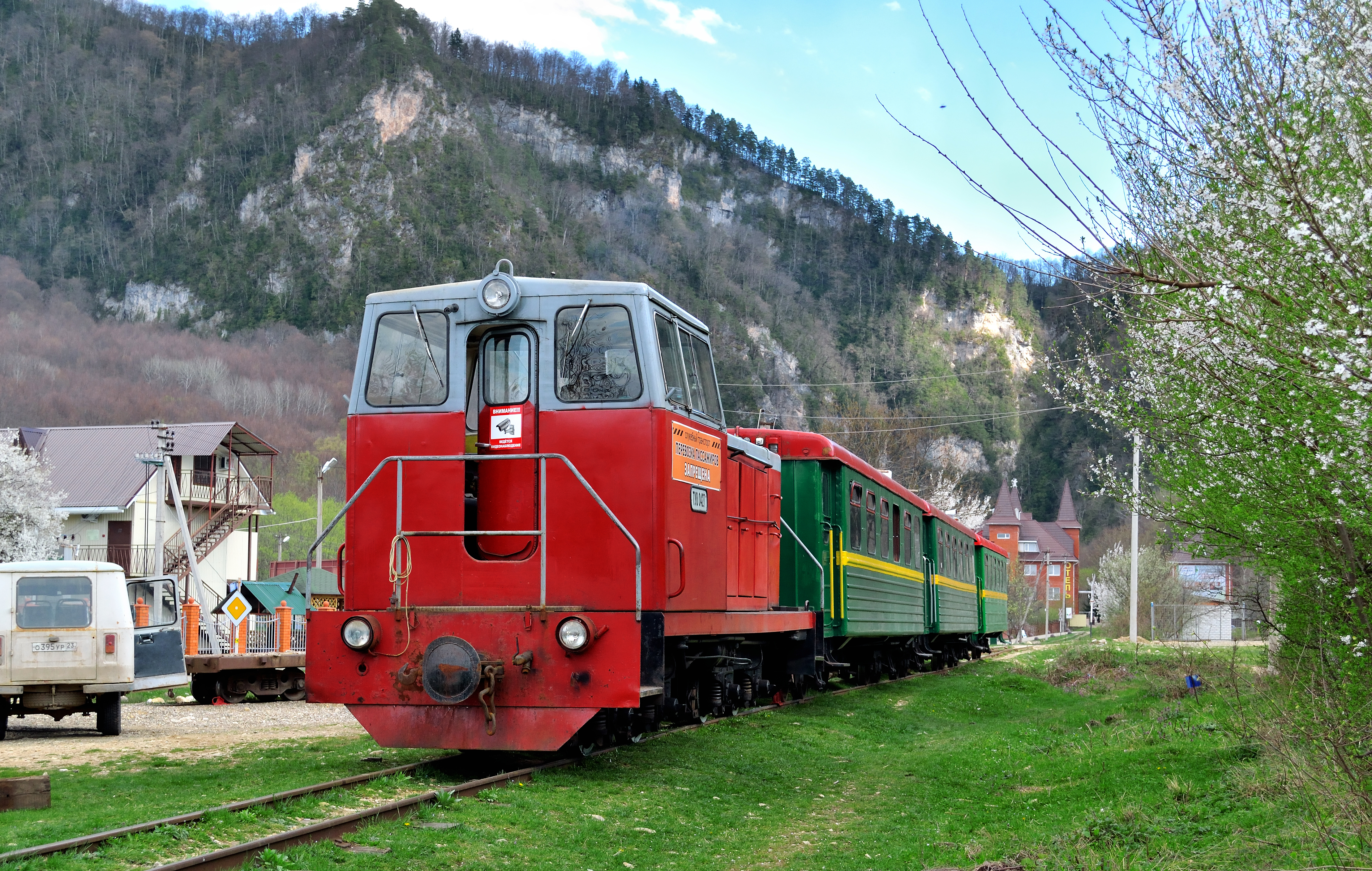
ТУ8-0427, Апшеронская УЖД
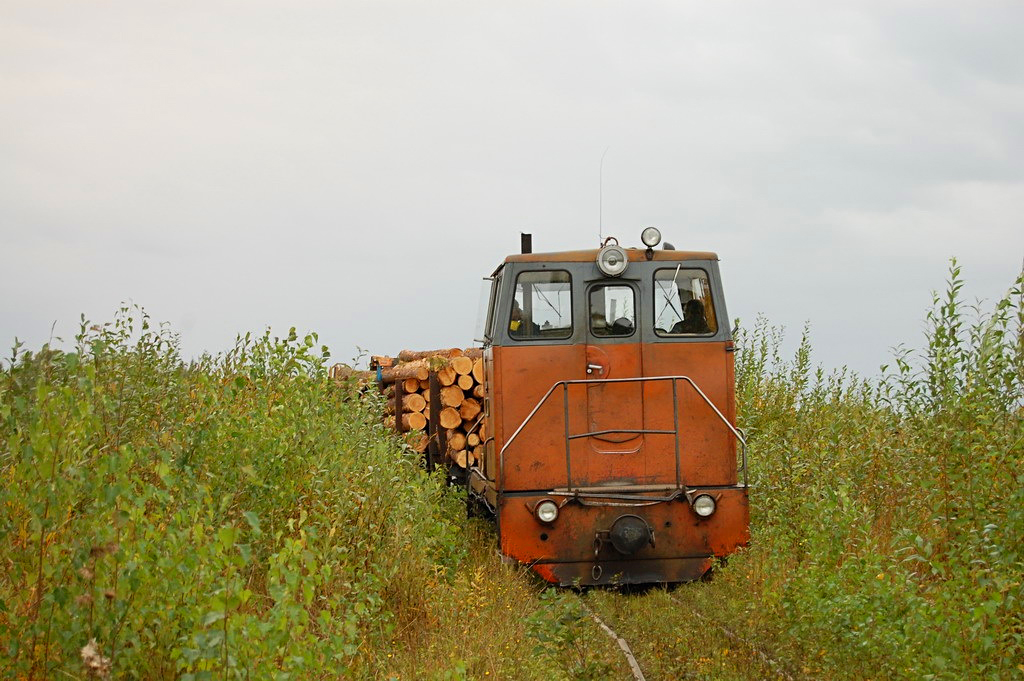
ТУ8, Архангельская область
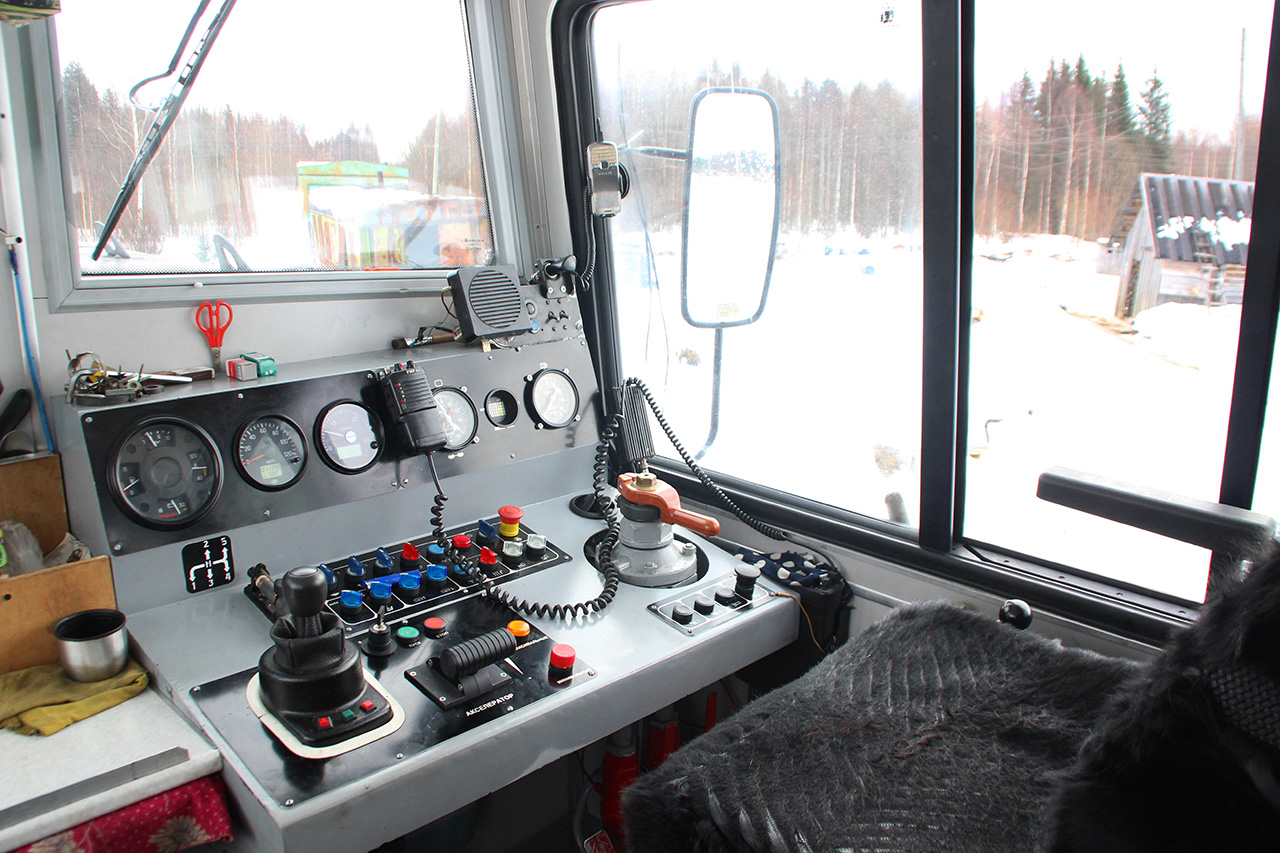
Кабина ТУ8-0541
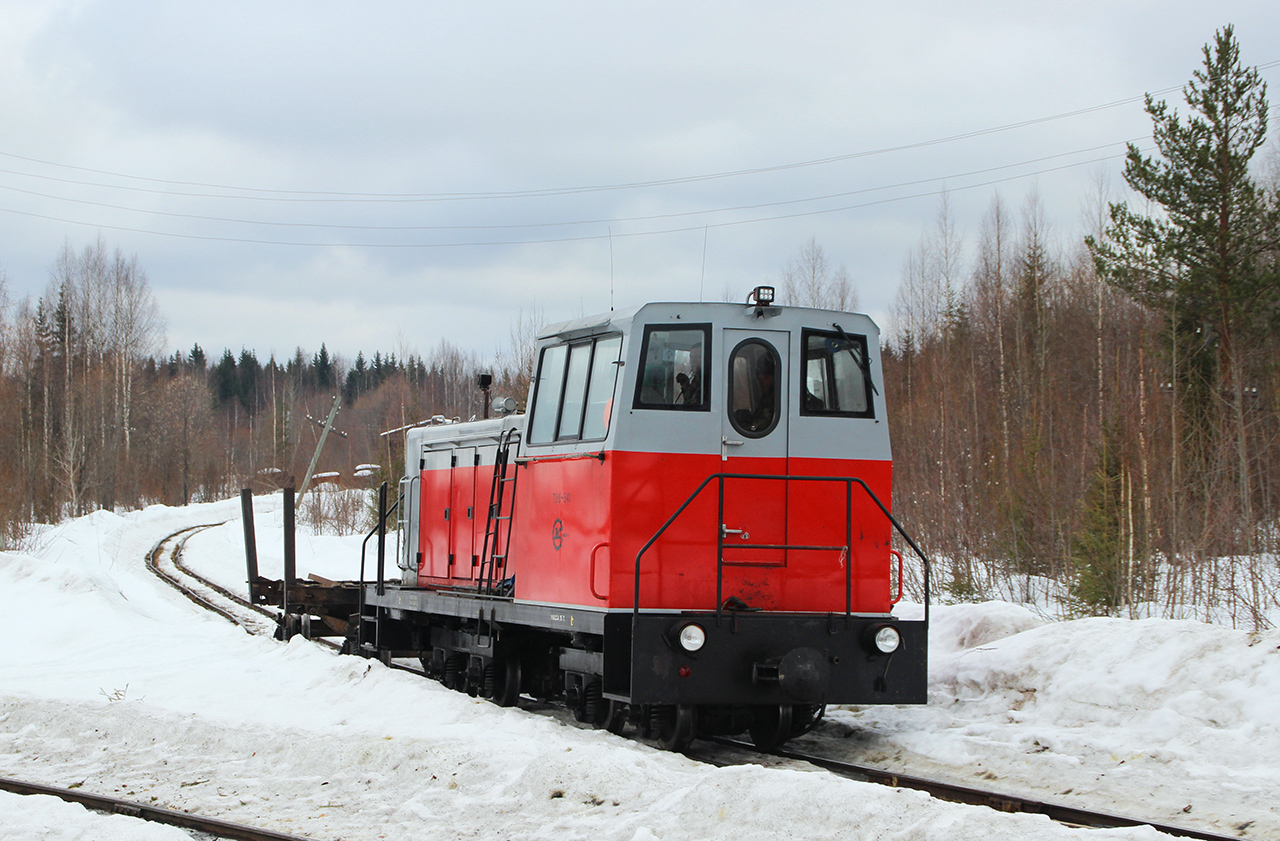
ТУ8-0541, Лойгинская УЖД
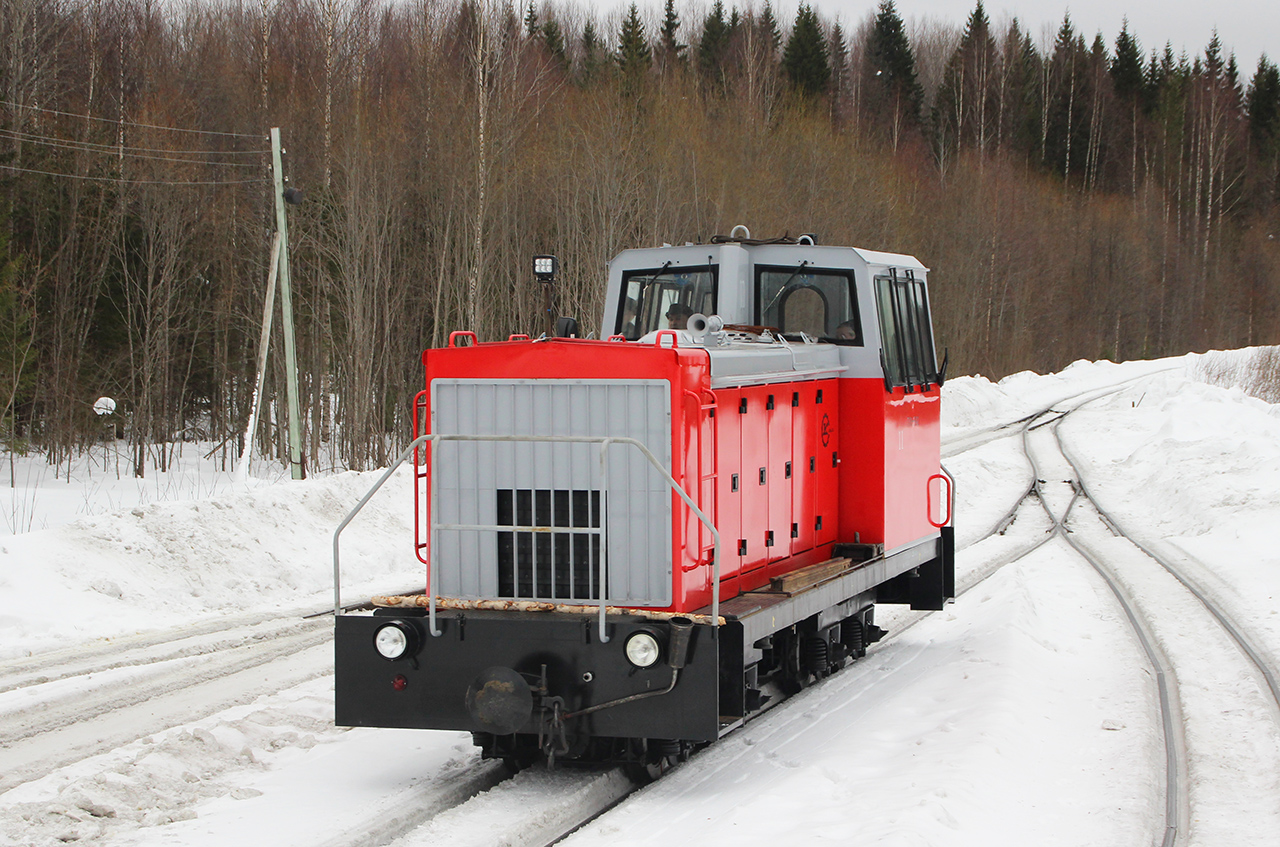
ТУ8-0542, Лойгинская УЖД
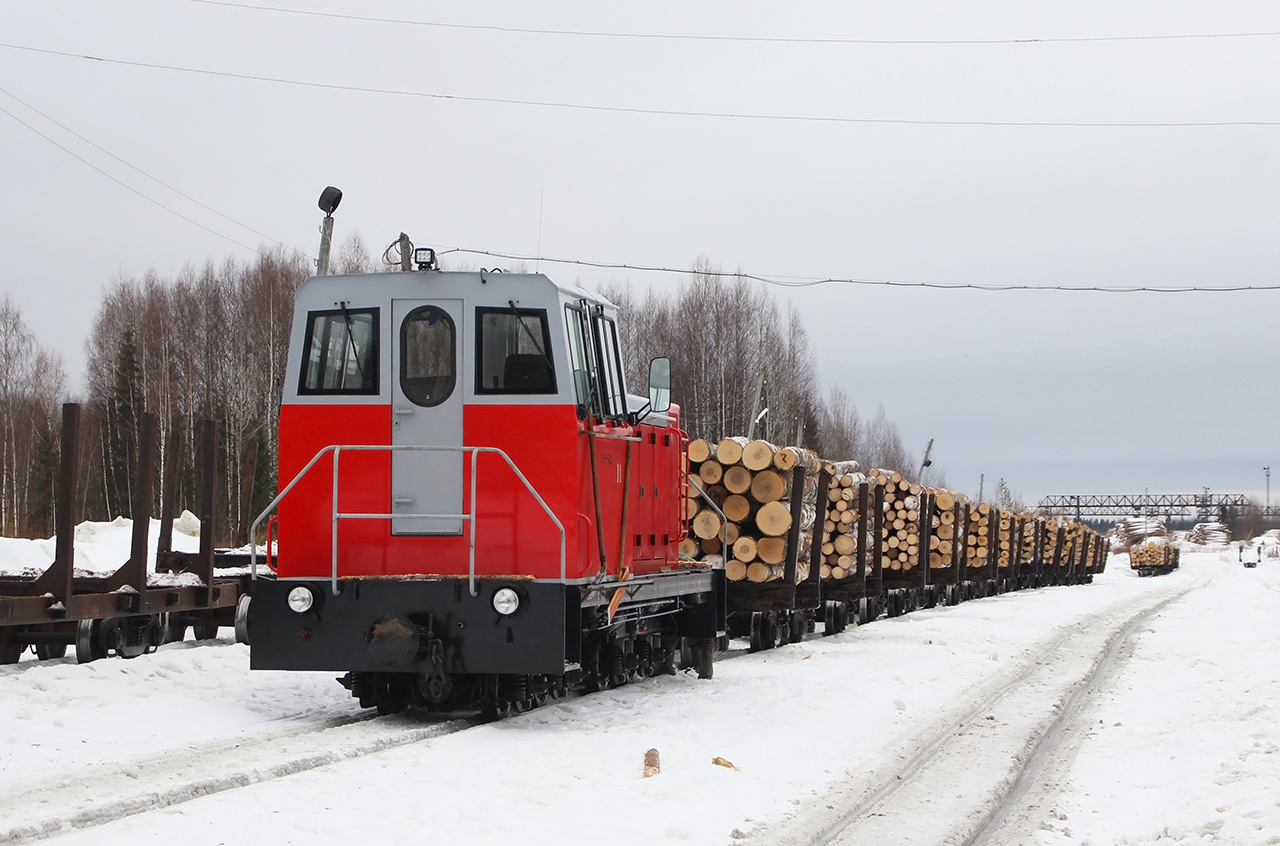
ТУ8-0542, Лойгинская УЖД
- ТУ8-0010, АУЖД